# Base Naval Salamina
La Base Naval Salamina (en griego: Ναύσταθμος Σαλαμίνας) es la mayor base naval que hay en Grecia. Ubicada en la parte nororiental de la Isla de Salamina (Cabo Arapis) y en Amphiali y Skaramanga, está próxima a importantes centros de población como Atenas y El Pireo.
- 37°58′25″N 23°32′00″E / 37.97361, 23.53333
- 37°59′35″N 23°33′56″E / 37.99306, 23.56556

La mayoría de las embarcaciones de la Armada Griega están basadas en Salamina, al igual que muchos de sus servicios administrativos, de entrenamiento y apoyo. La base emplea cerca de 10,000 personas entre personal naval y civil.

## Historia
La primera base naval griega organizada durante la Guerra griega de Independencia (Revolución de 1821) estuvo asentada en Poros. Las instalaciones permanecieron en uso como la principal base naval de la Real Armada Helénica hasta 1881 y todavía son utilizadas para el entrenamiento del personal naval.
Entre enero de 1878 y abril de 1881, ciertas actividades fueron transferidas de Poros al Monasterio Faneromeni (37°59′00″N 23°26′10″E / 37.98333, 23.43611) y su área circundante, en la Isla de Salamina.
El 16 de abril de 1881, un decreto Real ordenó que se construyera una nueva base naval en Salamina, en una ubicación entonces llamada Arapi, cercana a Akra (Cabo) Arapis. La armada adquirió un área de aproximadamente 300 hectáreas. La mayor parte del terreno fue proporcionado por el Municipio de Salamina, el cual vio la construcción de la base naval como una oportunidad para el empleo, desarrollo de bienes raíces y beneficio empresarial.

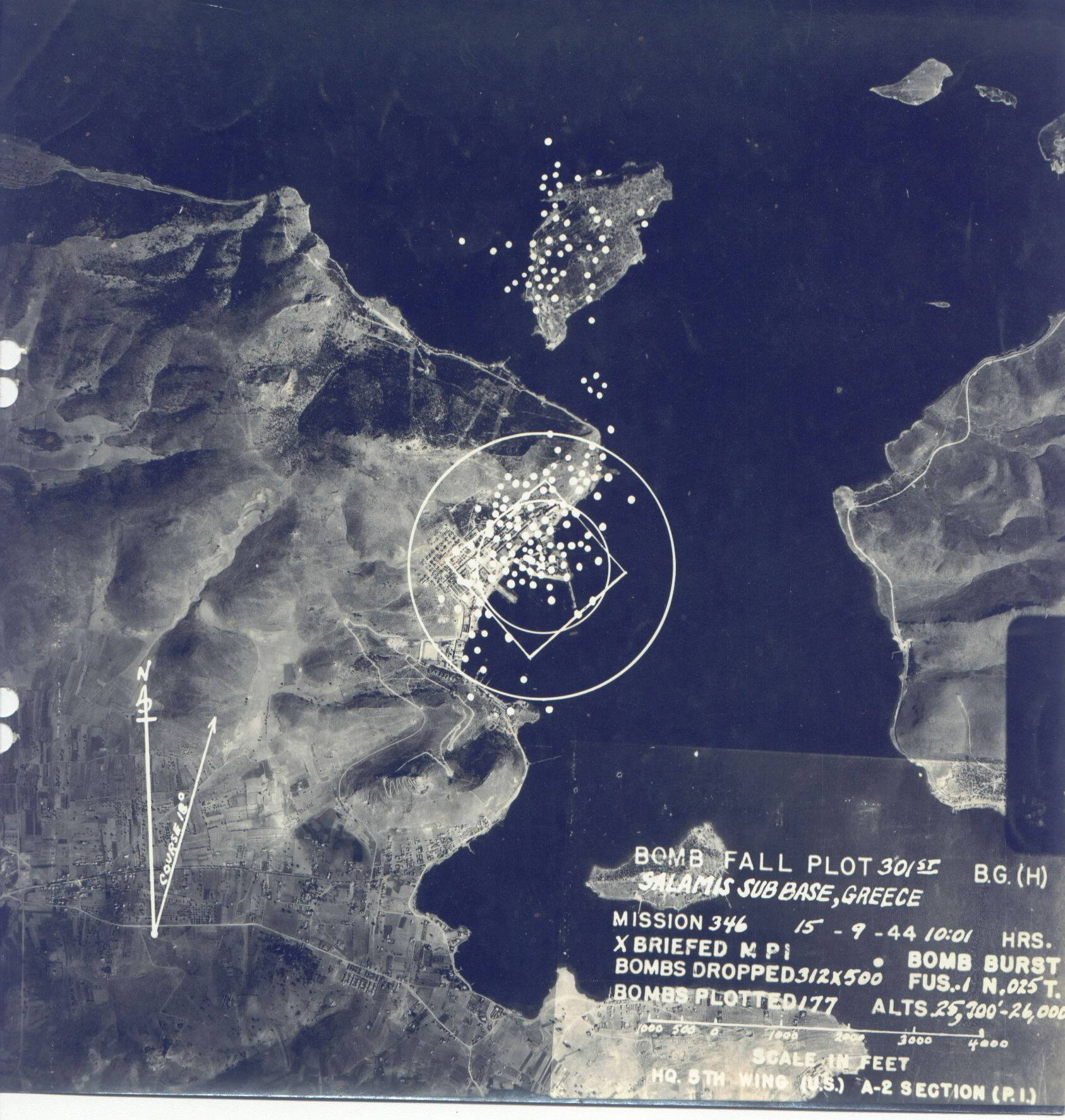
Bombardeo aéreo del ocupado Muelle de Salamina, septiembre de 1944.

La construcción de la nueva base empezó en 1881 y poco a poco las actividades navales fueron transferidas a los edificios nuevos de Poros y del Monasterio Faneromeni. Uno de los primeros edificios fue la iglesia de Santo Nikolaos (1882).
La nueva base naval fue utilizada intensivamente durante las Guerras balcánicas, la Primera Guerra Mundial y la Segunda Guerra Mundial. Una línea de ferrocarril ligero suburbano (el ferrocarril ligero Piraeus-Perama) empezó a funcionar en 1936, conectando el centro del Pireo con Perama y terminando dentro de la base naval en Amphiali. La línea permaneció en funcionamiento hasta 1977.
Durante la Segunda Guerra Mundial la base naval fue ocupada por los alemanes y utilizada para actividades navales, incluyendo operaciones submarinas. Los alemanes se retiraron en 1944 tras causar graves daños a las instalaciones. Además, el canal fue bloqueado por numerosos barcos hundidos por la Luftwaffe en 1941, incluyendo los acorazados Lemnos y Kilkis.
Las labores de limpieza, salvamiento y reconstrucción empezaron en noviembre de 1944 y poco a poco las instalaciones fueron devueltas al estado operacional. La Base Naval Salamina ha permanecido en uso continuado por la Armada griega desde entonces, mientras que una segunda base ha sido construida en la bahía de Suda.

## Estructura y actividades

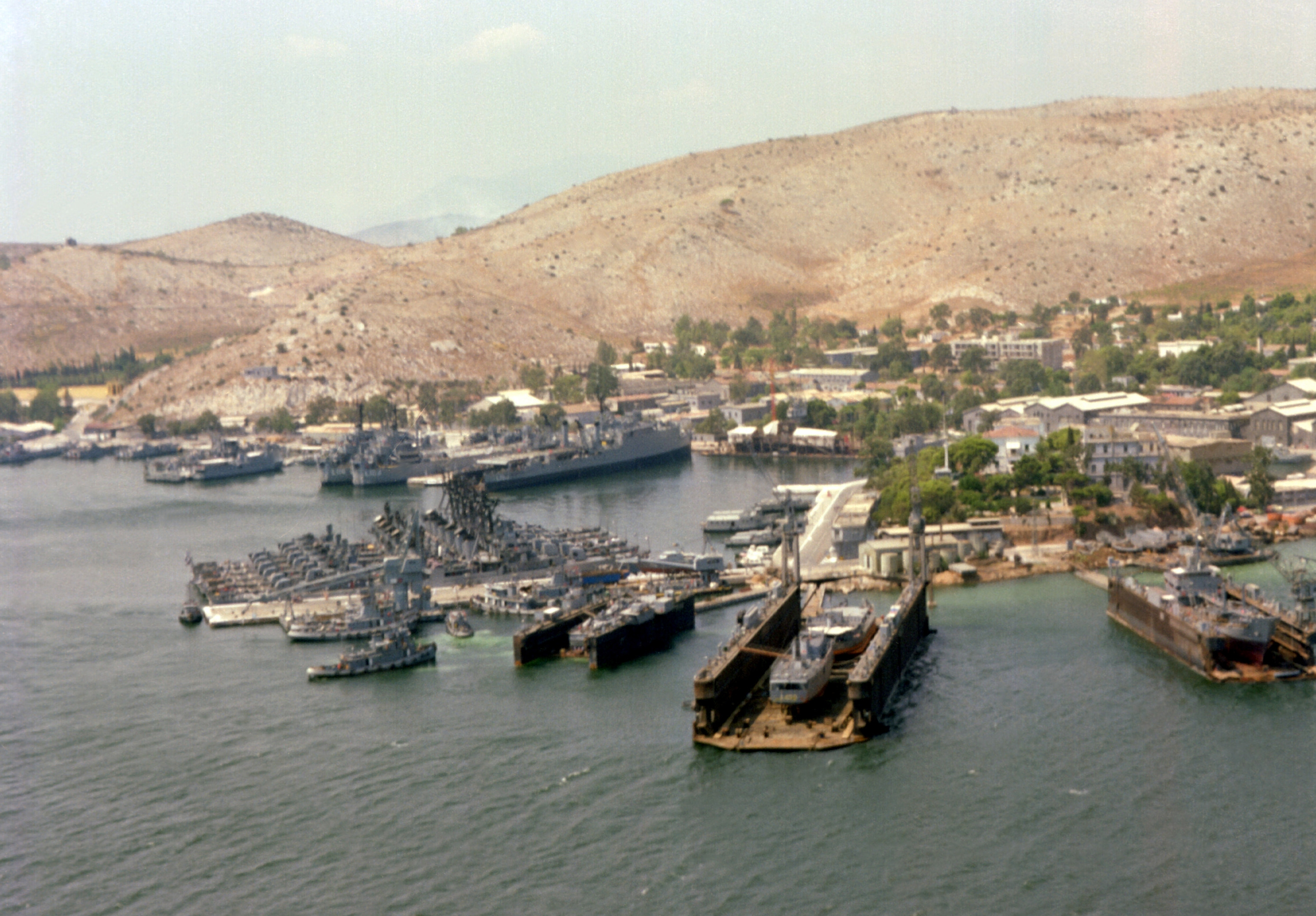
Base Naval Salamina: instalaciones de muelle seco (1979).

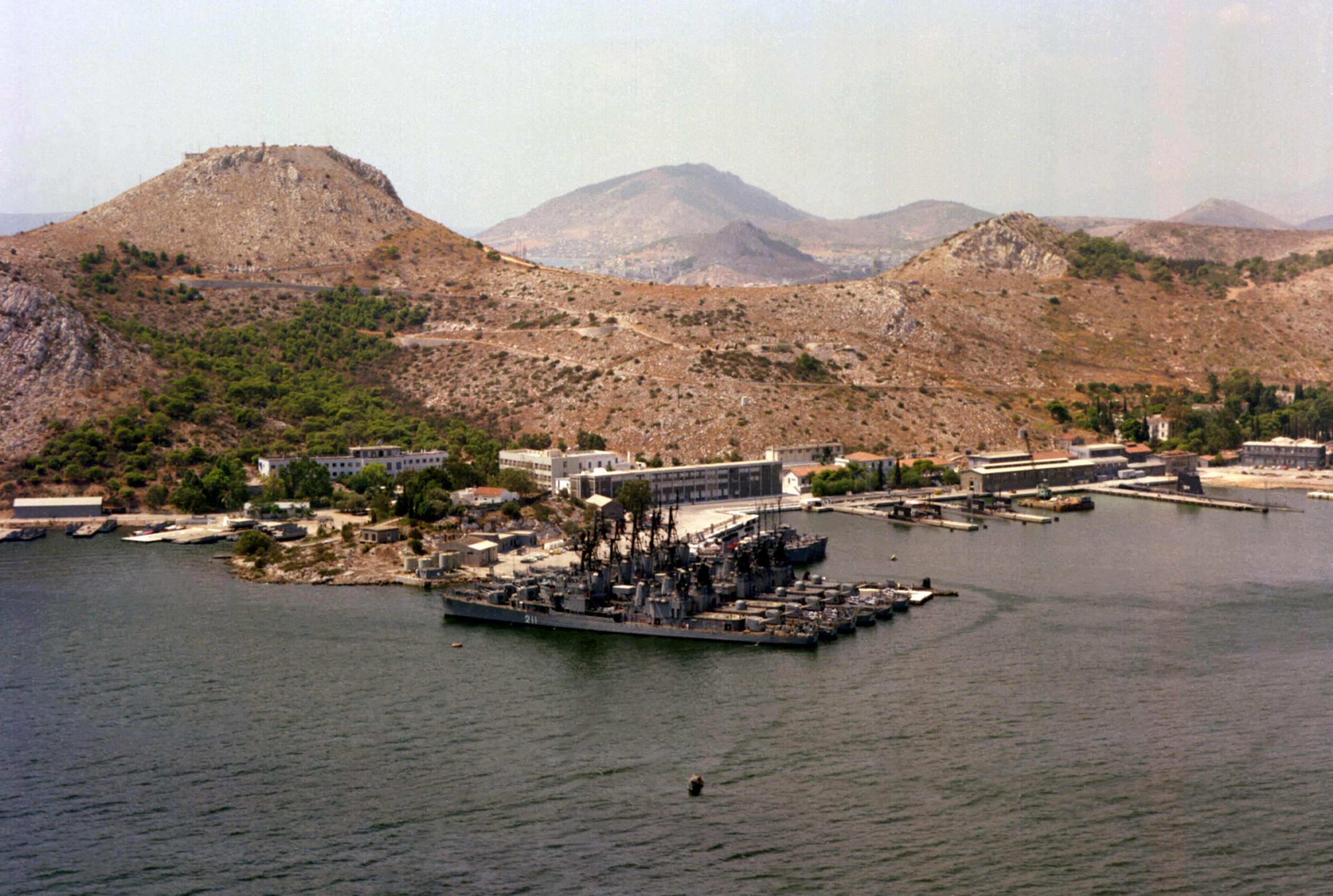
Base Naval Salamina: área administrativa (1979).

La base Naval pertenece al Comando de Logística de la Armada griega. Consta de los siguientes cuarteles generales:
- Movimientos de barcos, muelles, embarcaderos y seguridad de base
- Hospital Naval Salamina (ΝΝΣ)
- Servicio generales de suministros y aprovisionamiento (ΝΣ/ΔΕ)
- Servicio de suministro del combustible (ΝΣ/ΔΚ)
- Sección de infraestructura naval (ΝΣ/ΔΝΕΡ)
- Servicio de armas navales (ΝΣ/ΔΝΟ)
- Laboratorio químico (ΝΣ/ΔΝΧ)
- Sección financiera (ΝΣ/ΔΟΥ)
- Sección técnica (ΝΣ/ΔΤ)

Los siguientes mandos de los Cuarteles de Flota están basados dentro de Base Naval Salamina:
- Comando helénico de Fragatas
- Comando helénico de Botes Rápidos
- Comando helénico de Cañoneros
- Comando helénico de Cazaminas
- Comando helénico de Fuerzas Anfibias
- Comando helénico de Submarinos
- Comando helénico de demolición submarina

Otras unidades navales en el área de base incluyen:
- Palaskas Campamento de formación
- Amphiali Helipuerto, LGAM[5][6]

Además, el Delantero que Opera Base Naval de Syros está controlado por la Base Naval Salamina.

## Relaciones con comunidades locales
La base Naval ha establecido lazos cercanos con la comunidad local. La base es una empresa importante para los isleños y regularmente subcontrata el mantenimiento de barcos a establecimientos empresariales locales en Salamina, Perama, Keratsini y Drapetsona. Además proporciona la comunidad local servicios de salud (los isleños reciben servicio del hospital naval), formación vocacional para jóvenes, y apoyo a los servicios de emergencia nacional y municipal (bomberos y ambulancia).[cita requerida]